# ميخائيل غالاغير (دراج)
ميخائيل غالاغير (بالإنجليزية: Michael Gallagher)‏ هو دراج أسترالي، ولد في 14 ديسمبر 1978 في وايتبرن ‏ في المملكة المتحدة.

## وصلات خارجية
- مايكل غالاغر على موقع أرشيف الدراجات (الإنجليزية)
- مايكل غالاغر على موقع إحصائيات الدراجات الإحترافية (الإنجليزية)
- مايكل غالاغر على موقع Paralympic.org (الإنجليزية)